# Décomposition de Cholesky (chimie quantique)
La décomposition de Cholesky (Cholesky decomposition: CD) est une technique de chimie numérique pour réduire le nombre d'intégrales calculées, et donc accélérer le calcul et préserver de la mémoire. Cette technique est basée sur la factorisation de Cholesky de la matrice des intégrales, alliée à un « screening » (écrantage). L'application de cet outil mathématique à la chimie numérique fut proposée originellement par Beebe et Linderberg, mais peu de développements suivirent, liés aux défauts de cette méthode (gain de temps assez limité et absence de gradients analytiques pour les optimisations de géométrie). Cette méthode a cependant récemment fait l'objet de recherches,, qui ont amené à un dépassement de ces limitations et à son implémentation dans le logiciel MOLCAS. Ces recherches ont par la même occasion démontré qu'il s'agissait en fait d'une forme de résolution de l'identité, qui a la particularité d'être totalement ab initio, et donc applicable à n'importe quelle méthode et base.
Pour un article de revue (2023), voir 
,
et pour les détails d'implémentation dans un logiciel de chimie quantique, voir
.

## Formulation mathématique
Définissons la matrice des intégrales di-électroniques :
{\displaystyle V_{IJ}=(\mu \nu \mid \lambda \sigma )}
avec
{\displaystyle (\mu \nu \mid \lambda \sigma )=\int \chi _{\mu }(r_{1})\chi _{\nu }(r_{1}){\frac {1}{r_{12}}}\chi _{\lambda }(r_{2})\chi _{\sigma }(r_{2})dr_{1}dr_{2}}
et I et J identifiant les distributions d'orbitales {\displaystyle \rho _{\mu \nu }=\chi _{\mu }\chi _{\nu }} . Alors, V est définie positive et vérifie donc l'inégalité de Schwarz :
{\displaystyle |V_{IJ}|\leq {\sqrt {V_{II}V_{JJ}}}}
L'application de cette inégalité au cas de fonctions de bases gaussiennes implique que le nombre d'intégrales significatives ne croît que quadratiquement (et non en {\displaystyle N^{4}}).
De plus, d'après le théorème de Cholesky, pour une matrice définie positive, on peut décomposer V en le produit d'une matrice triangulaire inférieure L et sa transposée :
{\displaystyle V=LL^{T}}
Mais au lieu de réaliser la transformation complète, en utilisant un algorithme avec pivot on peut réaliser la transformation jusqu'à un certain rang {\displaystyle m<N^{2}} définie comme le premier élément tel que {\displaystyle V_{mm}<\delta }, avec {\displaystyle \delta } défini par l'utilisateur qui est appelé le seuil de la décomposition. Ceci permet de ne calculer qu'une partie des intégrales et de ne stocker qu'une partie de la matrice {\displaystyle L} (de l'ordre de 2-5 % selon le système et le seuil de décomposition) ce qui représente un gain de temps substantiel.
Les matrices de Coulomb et d'échange sont alors définies directement en termes de ces « vecteurs de Cholesky » :
{\displaystyle F_{\lambda \sigma }^{c}=\sum _{J}L_{\lambda \sigma }^{J}\sum _{\mu \nu }D_{\mu \nu }L_{\mu \nu }^{J}}
{\displaystyle F_{\lambda \sigma }^{x}=\sum _{\mu J}L_{\lambda \mu }^{J}\sum _{\nu }D_{\mu \nu }L_{\nu \sigma }^{J}}
avec {\displaystyle D} la matrice densité.

## Lien avec la résolution de l'identité
Une des réussites des recherches récentes a été de prouver que cette technique était une forme particulière de résolution de l'identité (RI). On définit alors la base de Cholesky qui a le même rôle que la base auxiliaire utilisé en RI. Une des principales différences est que cette base de Cholesky n'est pas générée au préalable et stockée dans une banque, mais générée directement par le calcul, « on-the-fly », ce qui fait que cette méthode est beaucoup plus générale et complètement « ab-initio ». De plus, réduire le seuil {\displaystyle \delta } à zéro permet d'atteindre le résultat exact.
Cette équivalence a inspiré d'autres approximations. Ainsi, alors que la base de Cholesky contient généralement des fonctions à deux centres, les bases auxiliaires sont constituées uniquement de fonctions centrées sur un atome. De nouvelles méthodes ont alors été dérivées, nommées décomposition de Cholesky sur 1 centre (one-center CD, 1CD), décomposition de Cholesky atomique (atomic CD, aCD) et décomposition atomique compacte (atomic compact CD, acCD). Ces méthodes sont généralement un peu moins précises que la méthode originelle (appelée par opposition décomposition de Cholesky complète, full CD), mais aussi plus rapides.

## Utilisation en chimie théorique
L'implémentation de cette technique est encore récente et n'a pour l'instant pas été beaucoup utilisée. De plus, les gradients analytiques ne sont pour le moment implémentés que pour des fonctionnelles de « pure » DFT. Cependant, l'efficacité de cette technique a été démontrée et son utilisation est très prometteuse.